# Gymnastique artistique aux Jeux olympiques d'été de 2024 - barre fixe hommes
Pour un article plus général, voir Gymnastique aux Jeux olympiques d'été de 2024.
Navigation
Tokyo 2020 Los Angeles 2028
Le concours de la barre fixe en gymnastique artistique aux Jeux olympiques d'été de 2024 à Paris en France se déroule les 27 juillet et 5 août 2024 au Palais omnisports de Paris-Bercy.

## Médaillés
| Or                   | Argent               | Bronze               |
| Shinnosuke Oka (JPN) | Angele Barajas (COL) | Tang Chia-hung (TPE) |
| Shinnosuke Oka (JPN) | Angele Barajas (COL) | Zhang Boheng (CHN)   |

## Programme
| Date              | Horaire | Manche         |
| ----------------- | ------- | -------------- |
| Samedi 27 juillet | 11 h 00 | Qualifications |
| Lundi 5 août      | 12 h 00 | Finale         |

## Résultats détaillés
Les 8 premiers gymnastes sont qualifiés (Q), dans la limite de deux par CNO. Au cas où il y aurait plus de deux gymnastes du même CNO, le moins bien classé d'entre eux ne serait pas qualifié et sa place serait attribuée à un réserviste (R).
| Rang | Nom | Pays | Difficulté | Exécution | Pénalité | Total | Note |
| ---- | --- | ---- | ---------- | --------- | -------- | ----- | ---- |
| 1    |     |      |            |           |          |       |      |
| 2    |     |      |            |           |          |       |      |
| 3    |     |      |            |           |          |       |      |
| 4    |     |      |            |           |          |       |      |
| 5    |     |      |            |           |          |       |      |
| 6    |     |      |            |           |          |       |      |
| 7    |     |      |            |           |          |       |      |
| 8    |     |      |            |           |          |       |      |
| 9    |     |      |            |           |          |       |      |
| 10   |     |      |            |           |          |       |      |
| 11   |     |      |            |           |          |       |      |
| 12   |     |      |            |           |          |       |      |
| 13   |     |      |            |           |          |       |      |
| 14   |     |      |            |           |          |       |      |
| 15   |     |      |            |           |          |       |      |
| 16   |     |      |            |           |          |       |      |
| 17   |     |      |            |           |          |       |      |
| 18   |     |      |            |           |          |       |      |
| 19   |     |      |            |           |          |       |      |
| 20   |     |      |            |           |          |       |      |
| 21   |     |      |            |           |          |       |      |
| 22   |     |      |            |           |          |       |      |
| 23   |     |      |            |           |          |       |      |
| 24   |     |      |            |           |          |       |      |
| 25   |     |      |            |           |          |       |      |
| 26   |     |      |            |           |          |       |      |
| 27   |     |      |            |           |          |       |      |
| 28   |     |      |            |           |          |       |      |
| 29   |     |      |            |           |          |       |      |
| 30   |     |      |            |           |          |       |      |
| 31   |     |      |            |           |          |       |      |
| 32   |     |      |            |           |          |       |      |
| 33   |     |      |            |           |          |       |      |
| 34   |     |      |            |           |          |       |      |
| 35   |     |      |            |           |          |       |      |
| 36   |     |      |            |           |          |       |      |
| 37   |     |      |            |           |          |       |      |
| 38   |     |      |            |           |          |       |      |
| 39   |     |      |            |           |          |       |      |

| Rang                                | Nom             | Pays           | Difficulté | Exécution | Pénalité | Total  |
| ----------------------------------- | --------------- | -------------- | ---------- | --------- | -------- | ------ |
| Médaille d'or, Jeux olympiques      | Shinnosuke Oka  | Japon          | 5.900      | 8.633     |          | 14.533 |
| Médaille d'argent, Jeux olympiques  | Angel Barajas   | Colombie       | 6.600      | 7.933     |          | 14.533 |
| Médaille de bronze, Jeux olympiques | Zhang Boheng    | Chine          | 6.500      | 7.466     |          | 13.966 |
| Médaille de bronze, Jeux olympiques | Tang Chia-hung  | Taipei chinois | 6.500      | 7.466     |          | 13.966 |
| 5                                   | Su Weide        | Chine          | 6.000      | 7.433     |          | 13.433 |
| 6                                   | Mários Georgíou | Chypre         | 5.900      | 7.433     |          | 13.333 |
| 7                                   | Takaaki Sugino  | Japon          | 5.800      | 5.833     |          | 11.633 |
| 8                                   | Tin Srbić       | Croatie        | 5.500      | 5.833     |          | 11.333 |